# Cathédrale de la Sainte-Croix de Boston
Pour les articles homonymes, voir Cathédrale Sainte-Croix.
La cathédrale de la Sainte-Croix de Boston (en anglais : Cathedral of the Holy Cross) est l'un des principaux sanctuaires catholiques de la ville de Boston, dans l'État américain du Massachusetts. Ses dimensions font d'elle l'église la plus grande de Nouvelle-Angleterre.
Siège épiscopal de l'archevêché catholique de Boston, sa construction fut achevée en un peu moins de dix ans, les travaux s'étalant de 1866 à 1875.
La cathédrale est située dans le quartier de South-End, au 1400 Washington Street.

## Historique
Le développement de la communauté catholique détermine les autorités paroissiales à édifier une église dès 1800. Celle-ci est achevée trois ans plus tard et consacrée sous le vocable de la « Sainte-Croix ».
En 1808, le pape Pie VII fait de Boston un diocèse, ce qui entraîne de fait la transformation de la nouvelle église en cathédrale. 

Jean Lefebvre de Cheverus, un ecclésiastique français ayant émigré aux États-Unis pour échapper à la Terreur en devient le premier titulaire.

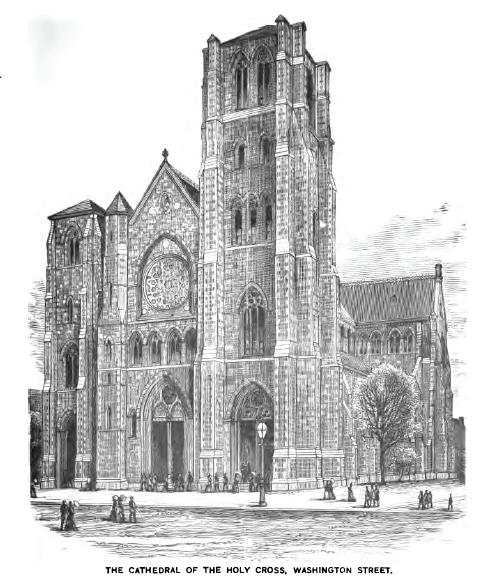
La cathédrale en 1881.

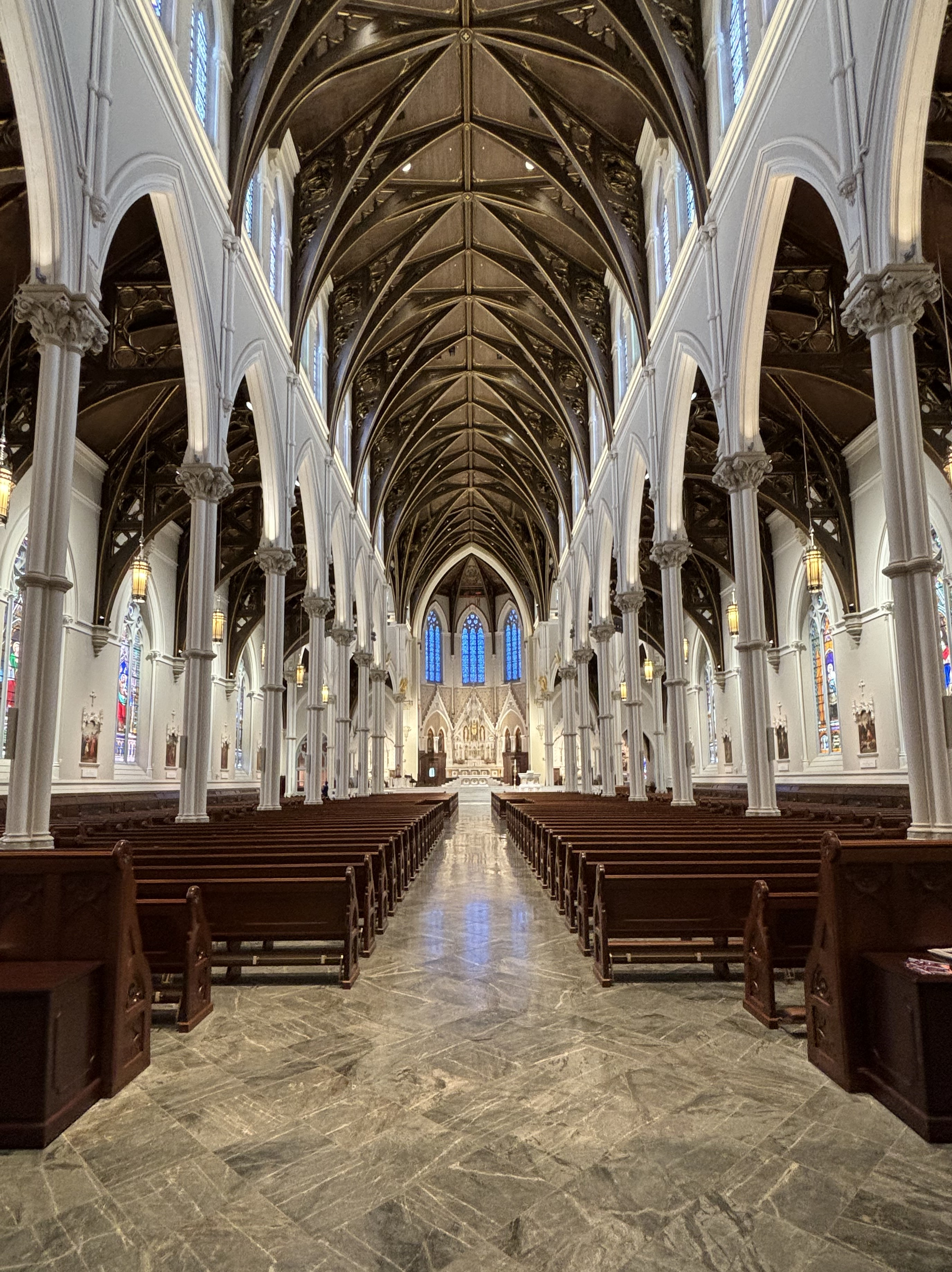
L'intérieur.

L'accroissement rapide de la population de confession catholique, notamment du fait de vagues d'immigration successives en provenance d'Irlande, détermine l'évêché à agrandir la cathédrale dès 1825. Cependant dès 1860, l'exiguïté de l'édifice pousse l'évêque John Bernard Fitzpatrick à envisager l'édification d'un nouveau bâtiment. Le projet est interrompu quelques mois plus tard à la suite du déclenchement de la guerre de Sécession. Lorsque le conflit s'achève, le prélat n'a guère le temps de s'intéresser au projet de reconstruction de la cathédrale : malade, il meurt quelques mois plus tard, au matin du 13 février 1866.
Son successeur à la tête du diocèse est John Joseph Williams, lequel fait du projet de son prédécesseur une priorité. 

Les travaux du nouveau sanctuaire sont confiés à l'architecte irlando-américain Patrick Keely (en). 

Ils débutent peu après, le 29 avril 1866. 

Moins de dix ans plus tard, le 8 décembre 1875, la cathédrale est officiellement consacrée.
Cette même année, Boston devient siège d'archidiocèse.
Le 1er octobre 1979, le pape Jean-Paul II vient se recueillir dans la cathédrale Sainte-Croix. Il participe à un office réunissant près de deux mille prêtres catholiques.

## Architecture
La cathédrale conçue par l'architecte Patrick Keely (en) est un sanctuaire de style néo-gothique, parti architectural en vogue durant la seconde moitié du XIXe siècle.
Reprenant les canons de l'architecture médiévale, la nouvelle cathédrale est fondée sur un plan en forme de croix latine, se composant d'une longue nef bordée de bas-côtés, d'un transept et d'une abside éclairée d'une série de trois baies laissant abondamment entrer la lumière. L'ensemble du sanctuaire est bâti en pierre locale issue des carrières voisines de Roxbury (Pierre dite : « Roxbury puddingstone »).
La longueur totale de l'édifice est de 364 pieds (111 mètres), pour une largeur de 90 pieds (27 mètres) pour la nef, allant jusqu'à 170 pieds (52 mètres) pour le transept. La capacité totale de la cathédrale est de deux mille places.
La façade principale de l'édifice s'ouvre du côté ouest, comme le veut la tradition. Celle-ci se distingue par une rosace accueillant un vitrail daté de 1880 représentant le roi David jouant de la harpe. De part et d'autre de la façade se dressent deux tours, toutes deux inachevées.
À l'intérieur de l'édifice, une tribune supporte les grandes orgues. Celles-ci ont été réalisées en 1875 par la compagnie Hook and Hastings. L'instrument possède 5292 tuyaux et 100 jeux différents.
Le sanctuaire se distingue également par la structure métallique finement travaillée des voûtes.

### Articles liés
- Sainte Croix
- Archidiocèse de Boston
- Liste des cathédrales des États-Unis